# Jaroslav Pollák
Jaroslav Pollák   (Medzev, 11 de juliol de 1947 - Košice, 26 de juny de 2020) fou un futbolista eslovac de la dècada de 1970.
Fou 49 cops internacional amb la selecció txecoslovaca amb la qual participà en la Copa del Món de Futbol de 1970.
Pel que fa a clubs, defensà els colors de FC Košice, AC Sparta Praga i Austria Salzburg.